# Penrice Castle
Penrice Castle är ett slott i Storbritannien.   Det ligger i kommunen Swansea och riksdelen Wales, i den södra delen av landet, 280 km väster om huvudstaden London. Penrice Castle ligger 49 meter över havet.
Terrängen runt Penrice Castle är platt. Havet är nära Penrice Castle åt sydost.  Närmaste större samhälle är Swansea, 16,5 km öster om Penrice Castle. Trakten runt Penrice Castle består i huvudsak av gräsmarker.